# تل دره شیرمرد
تل دره شیرمرد مربوط به اواخر دوره ساسانیان - اوایل دوران‌های تاریخی پس از اسلام است و در شهرستان مرودشت، بخش کامفیروز، دهستان کامفیروز شمالی، ۴ کیلومتری شرق روستای قلعه نو، مسیر جاده آسفالته درودزن به کامفیروز شمالی واقع شده و این اثر در تاریخ ۳۰ بهمن ۱۳۸۶ با شمارهٔ ثبت ۲۰۷۹۷ به‌عنوان یکی از آثار ملی ایران به ثبت رسیده است.